# Estación La Leonera (Biotrén)
La Leonera es una estación ubicada en la comuna de Chiguayante, perteneciente a la Línea 1 (L1) del Biotrén. Es parte de la tercera generación de estaciones del Biotrén inauguradas en 2005, construidas con el Plan Biovías. Forma parte del ramal San Rosendo - Talcahuano. es la continuadora de la Estación Valle del Sol. Su ubicación queda en Avenida Libertador Bernardo O'Higgins. 

## Tiempos de recorrido
De La Leonera a:
- Estación Intermodal Concepción: 20 Minutos
- Estación Intermodal Chiguayante: 9 Minutos
- Estación Intermodal el Arenal: 41 Minutos